# Margasari (Pasawahan)
Margasari is een bestuurslaag in het regentschap Purwakarta van de provincie West-Java, Indonesië. Margasari telt 3481 inwoners (volkstelling 2010).